# قهوه اس۷۹۵
S۷۹۵ یک رقم قهوه است که یکی از اولین سویه‌های قهوه عربیکا است که نسبت به بیماری زنگ برگ قهوه (CLR)مقاوم است.
S۷۹۵ به‌طور گسترده در هند و اندونزی کشت می‌شود. ۲۵ تا ۳۰ درصد سطح زیر کشت قهوه عربیکا، در هند را این گونه تشکیل می‌دهد.

## توضیحات
S795 یک درختچه بلند و قوی است که تعداد زیادی شاخه پلاژیوتروپ (ورین‌گرا) اولیه و ثانویه تولید می‌کند. میوه (گیلاس) آن دارای اندازه متوسط و شکل کشیده است و نگ میوه از سبز در نارسی به قرمز تیره در هنگام رسیدن تغییر می‌کند. هر گره حدود ۱۴ تا ۱۶ گیلاس تولید می‌کند. برگ‌های جدید به رنگ برنز روشن هستند.
در سال ۲۰۲۱، دوازده قهوه از ۲۶ قهوه برتر در اولین رقابت جام برتر اندونزی یا حاوی S۷۹۵ به عنوان بخشی از یک ترکیب بودند یا فقط از S۷۹۵ تشکیل شده بودند.